# Fuerte de Bahla
El Fuerte de Bahla (en árabe : قلعة بهلاء ; Qal'at Bahla') es una de cuatro fortalezas a los pies de Djebel Akhdar, en la parte alta de Omán, está ubicado en el oasis de Bahla. Fue inscrita en el Patrimonio de la Humanidad por la Unesco en el año 1987.
Fue construido por la comunidad de Banu Nabhan quienes dominaron la región desde el siglo XII hasta finales del siglo XV. El edificio es de ladrillo, con un basamento de piedra.
Del año 1988 al año 2004, estuvo inscrita en la Lista del Patrimonio de la Humanidad en peligro.

## Galería

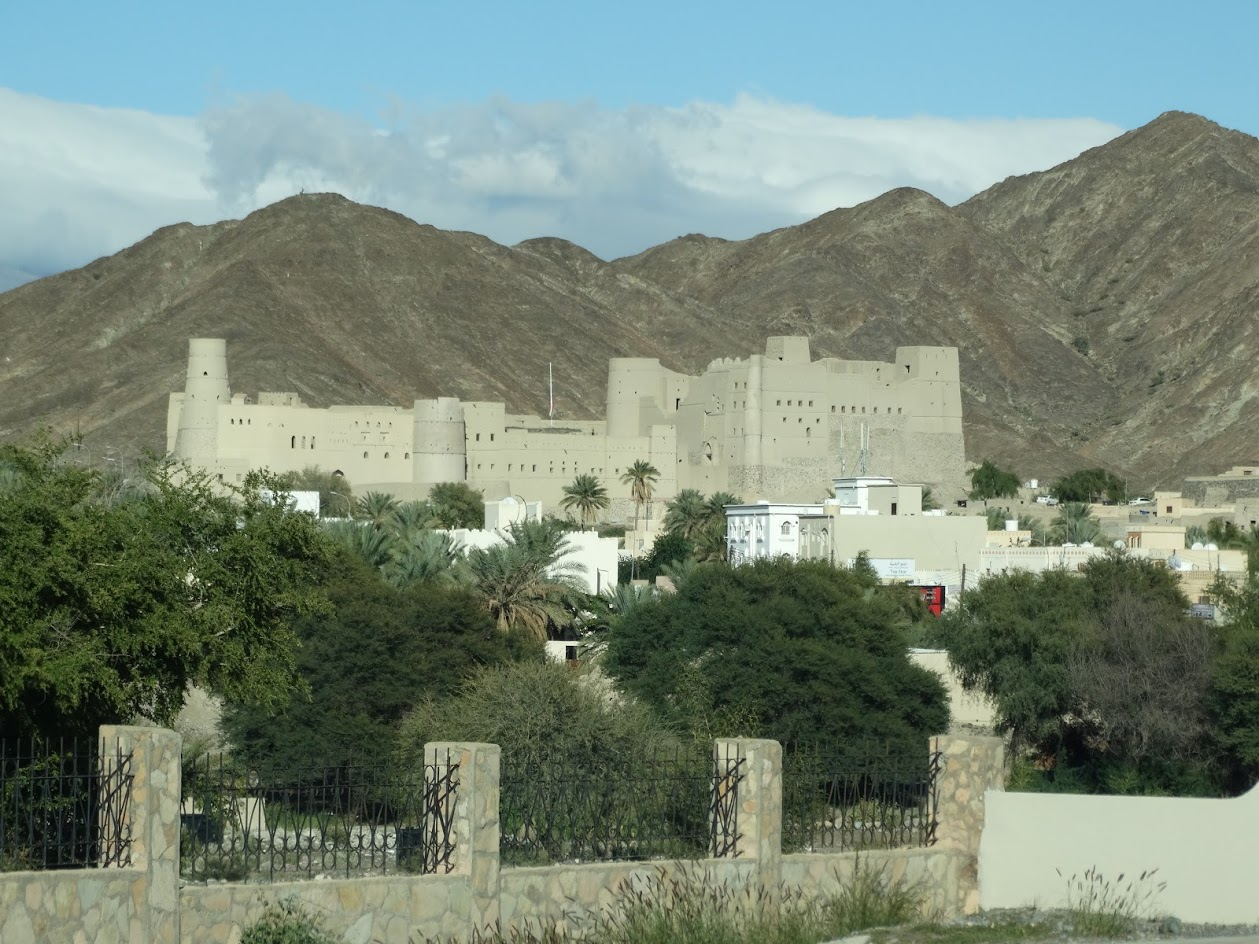
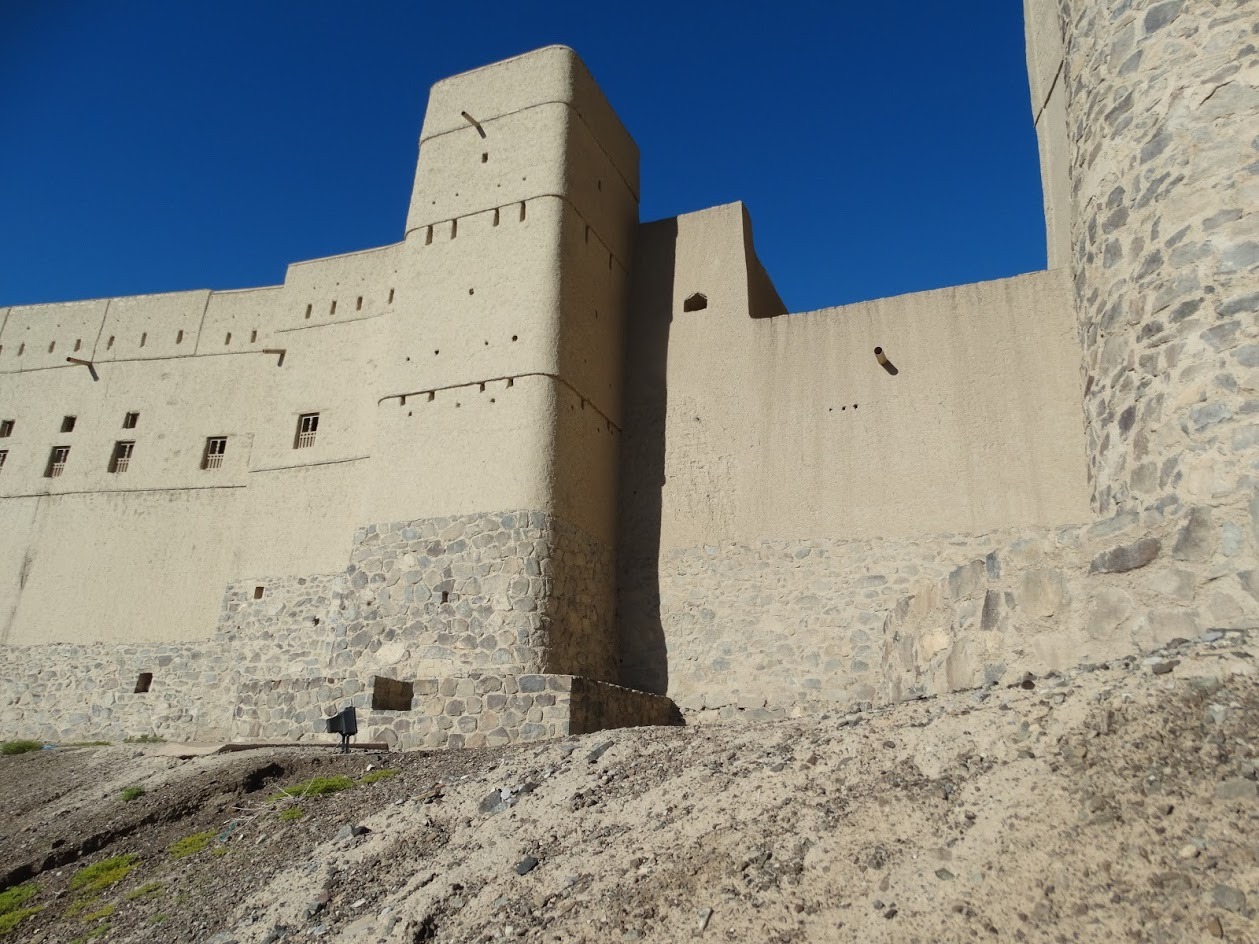
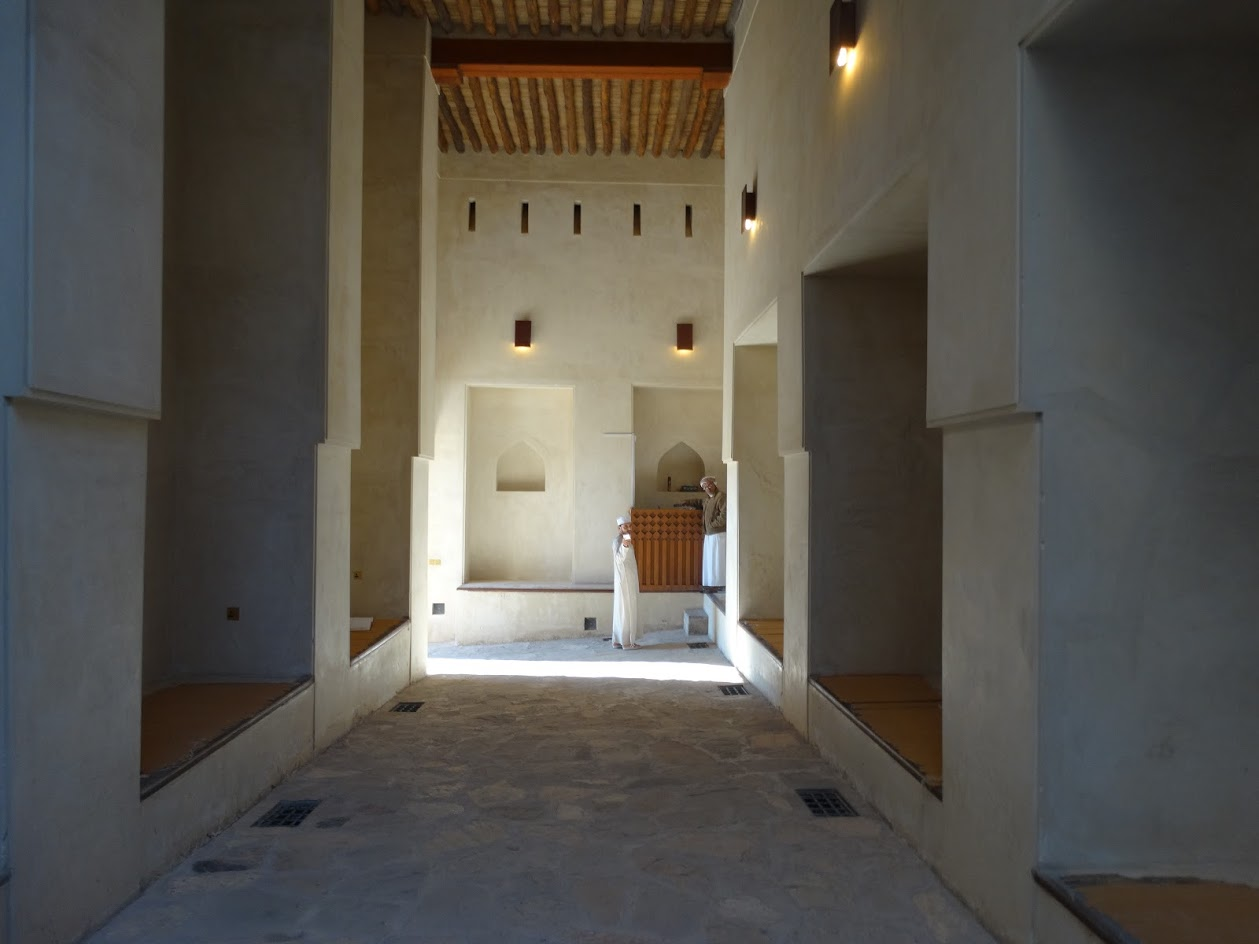
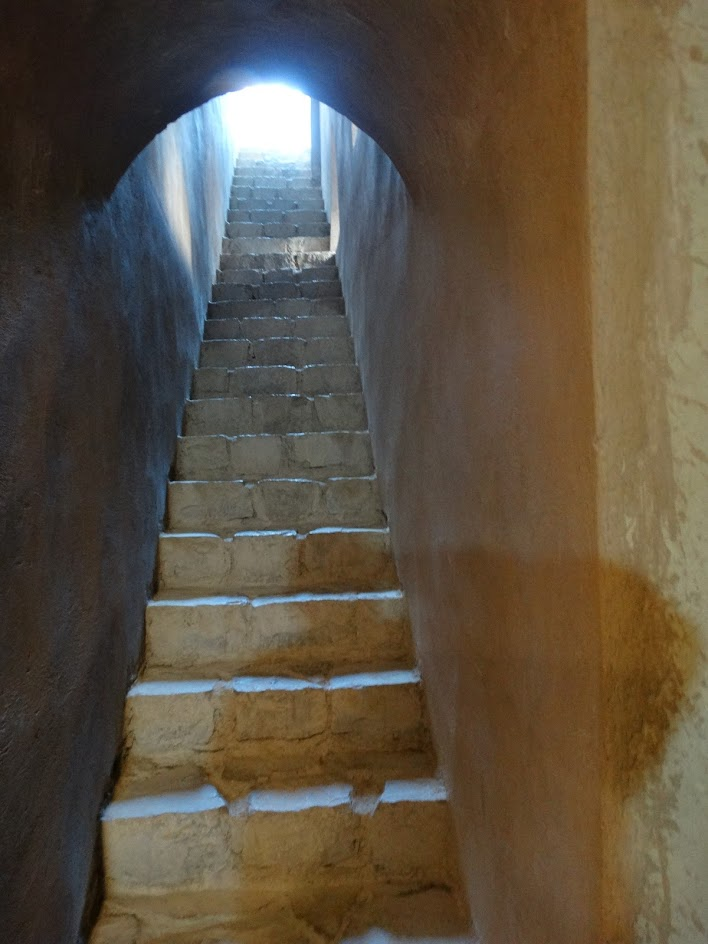
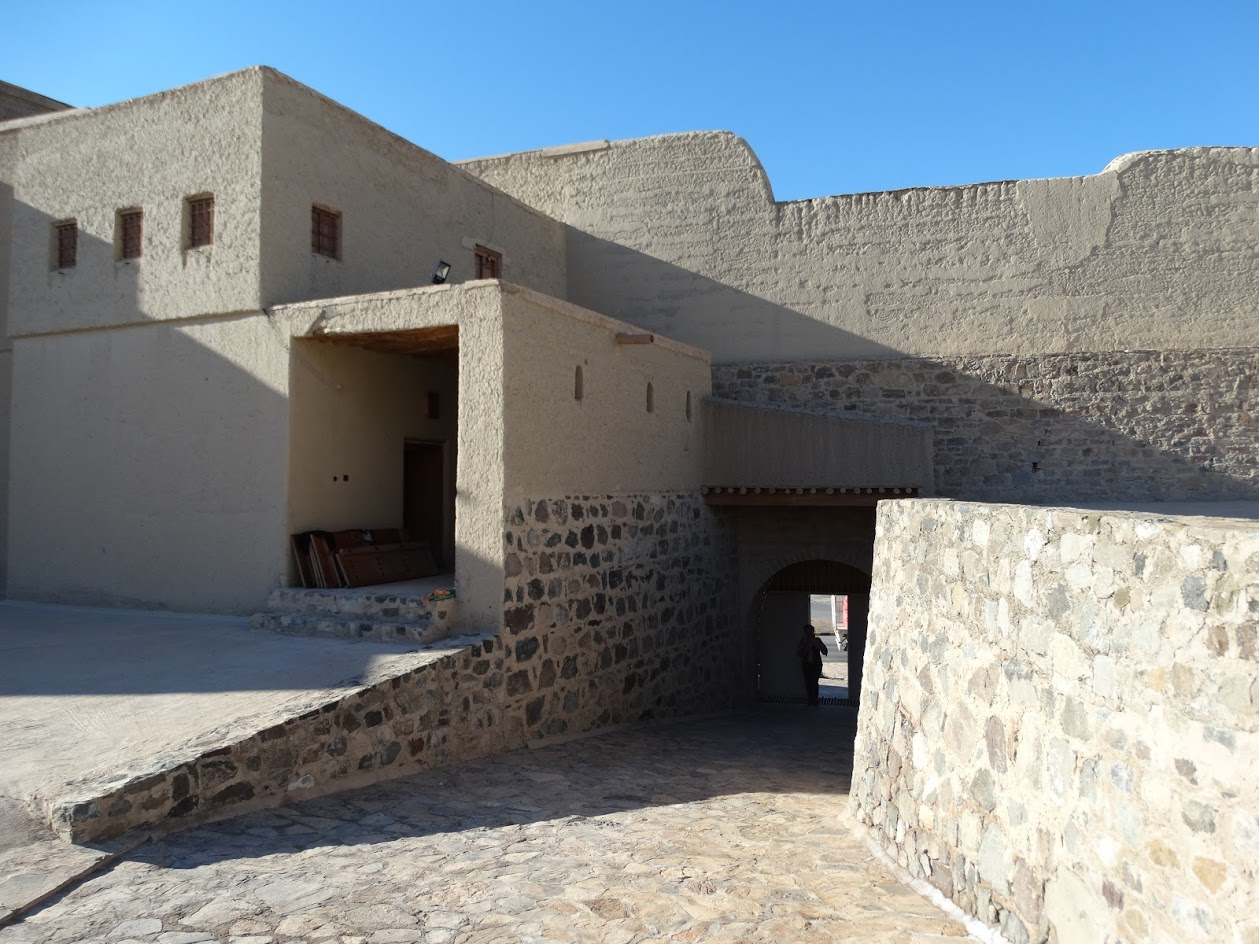
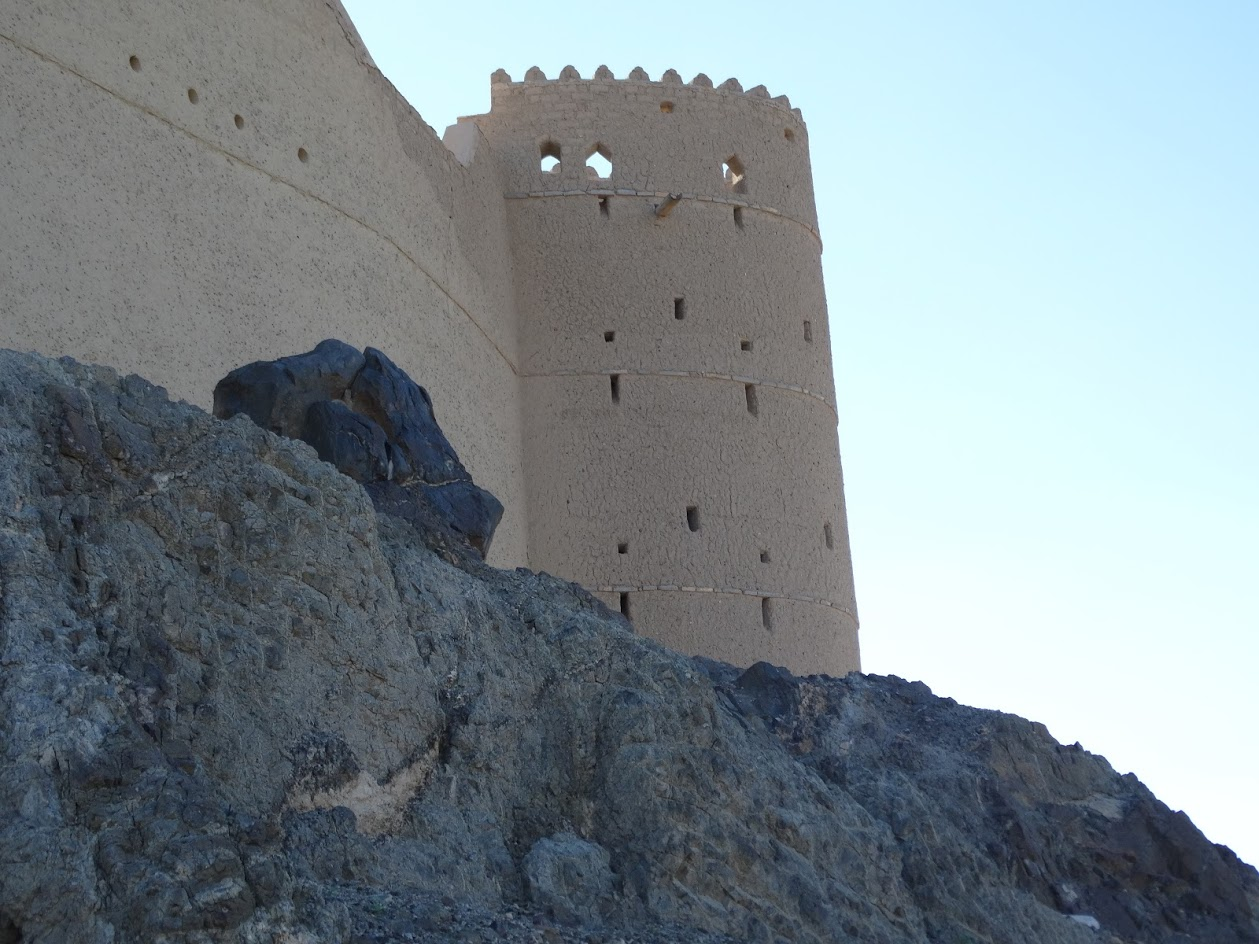
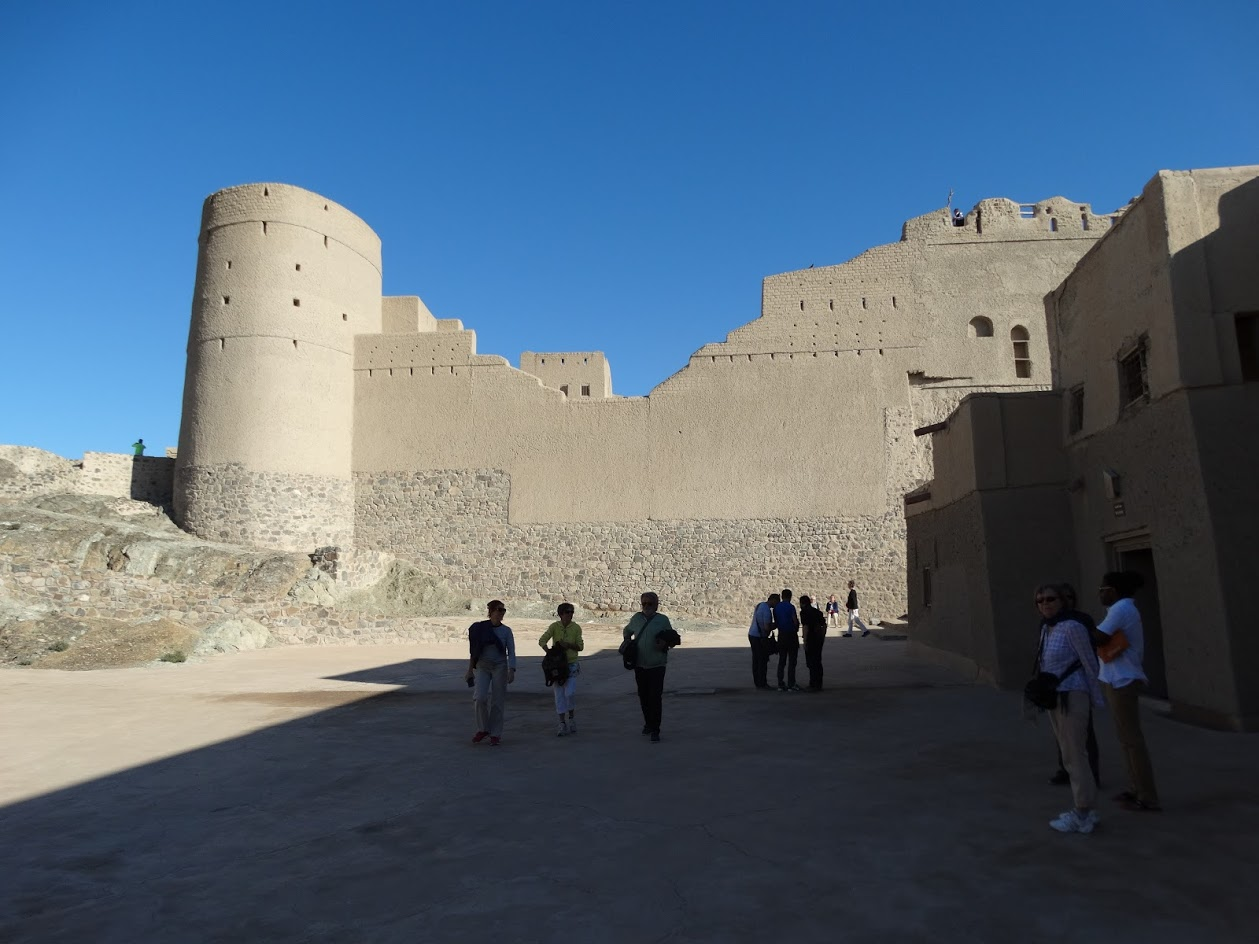